# August von Bonnet zu Meautry
August Franz Karl Freiherr von Bonnet zu Meautry (* 3. Juni 1845 auf Schloss Kreuth; † 10. Dezember 1903 in Staudach) war ein bayerischer Generalmajor.

## Leben

### Herkunft
August entstammte dem französischen Adelsgeschlecht Bonnet zu Meautry, das am 2. Dezember 1812 im Königreich Bayern in der Freiherrnklasse immatrikuliert wurde. Er war ein Sohn des bayerischen Kammerherrn Karl Freiherr von Bonnet zu Meautry (1802–1859) und dessen Ehefrau Josephine, geborene Schleicher (1811–1880).

### Militärkarriere
Nach dem Besuch der Lateinschule trat Bonnet 1861 in das 6. Jäger-Bataillon der Bayerischen Armee ein. Im Jahr darauf wechselte er mit der Versetzung in das 1. Kürassier-Regiment „Prinz Karl“ die Truppengattung und war zum Topographischen Bureau kommandiert. Bei der Mobilmachung anlässlich des Krieges gegen Preußen stieg Bonnet 1866 zum Junker im 3. Kürassier-Regiment „Großfürst Constantin Nikolajewitsch“ auf und wurde Unterleutnant.
Mit der Auflösung seines Verbandes am 11. Mai 1867 kam Bonnet in das 2. Kürassier-Regiment „Prinz Adalbert“ nach Landshut. Er nahm 1870/71 am Krieg gegen Frankreich teil, wurde nach dem Friedensschluss Ende September 1871 Regimentsadjutant und rückte zum Premierleutnant auf. Unter Beförderung zum Rittmeister erfolgte am 17. Dezember 1883 seine Ernennung zum Eskadronchef im 1. Schwere Reiter-Regiment „Prinz Karl von Bayern“. Daran schloss sich ab dem 4. Februar 1891 eine Verwendung als Referent für Kavallerieangelegenheiten im Kriegsministerium an. In dieser Stellung avancierte Bonnet bis Ende März 1896 zum Oberstleutnant. Am 3. Juni 1896 erhielt er seine Ernennung zum Kommandeur des 2. Ulanen-Regiments „König“ sowie am 10. Mai 1898 die Beförderung zum Oberst.
Mit der Uniform seines bisherigen Regiments erfolgte am 12. Februar 1901 seine Ernennung zum Kommandeur der in Dieuze stationierten 5. Kavallerie-Brigade (seit 1. April 1901 3. Kavallerie-Brigade). In dieser Stellung stieg Bonnet am 4. August 1901 zum Generalmajor auf und wurde in Genehmigung seines Abschiedsgesuches unter Verleihung des Komturkreuzes des Militärverdienstordens am 16. August 1902 mit der gesetzlichen Pension zur Disposition gestellt.
Er starb an einer Lungenentzündung auf seinem Landsitz Staudach bei Marquartstein.

### Familie
Bonnet hatte sich am 27. September 1882 in Landshut mit Karoline Freiin von Steinling (* 1863) verheiratet. Aus der Ehe gingen zwei Töchter und ein Sohn hervor:
- Marie (* 1883)
- Elisabeth (* 1886)

⚭ 1905 Albrecht von Lamezan (1878–1947), deutscher Major und Kämmerer. Die Ehe wurde geschieden.
⚭ 1921 Emmerich Freiherr von Godin, bayerischer Major und Kammerjunker
- Friedrich (* 1887), bayerischer Rittmeister ⚭ 1916 Elisabeth von Froelich (* 1896)